# Wien Breitensee
Wien Breitensee (niem: Haltestelle Wien Breitensee) – przystanek kolejowy w Wiedniu, w Austrii, w dzielnicy Penzing. Znajduje się w południowej części, poniżej Hütteldorfer Straße na trasie Vorortelinie. Jego nazwa pochodzi od osiedla Breitensee.

## Historia
Pierwotnie zlokalizowane na obszarach wiejskich została otwarta w 1898 roku. Już w 1932 linia straciła na znaczeniu i została wycofana z użytku, a tym samym przystanek został zamknięty. W dniu 30 kwietnia 1979 postanowiono odbudować linię w ramach S-Bahn. Obecnie jest obsługiwany przez linię S45.